# Gatufesten

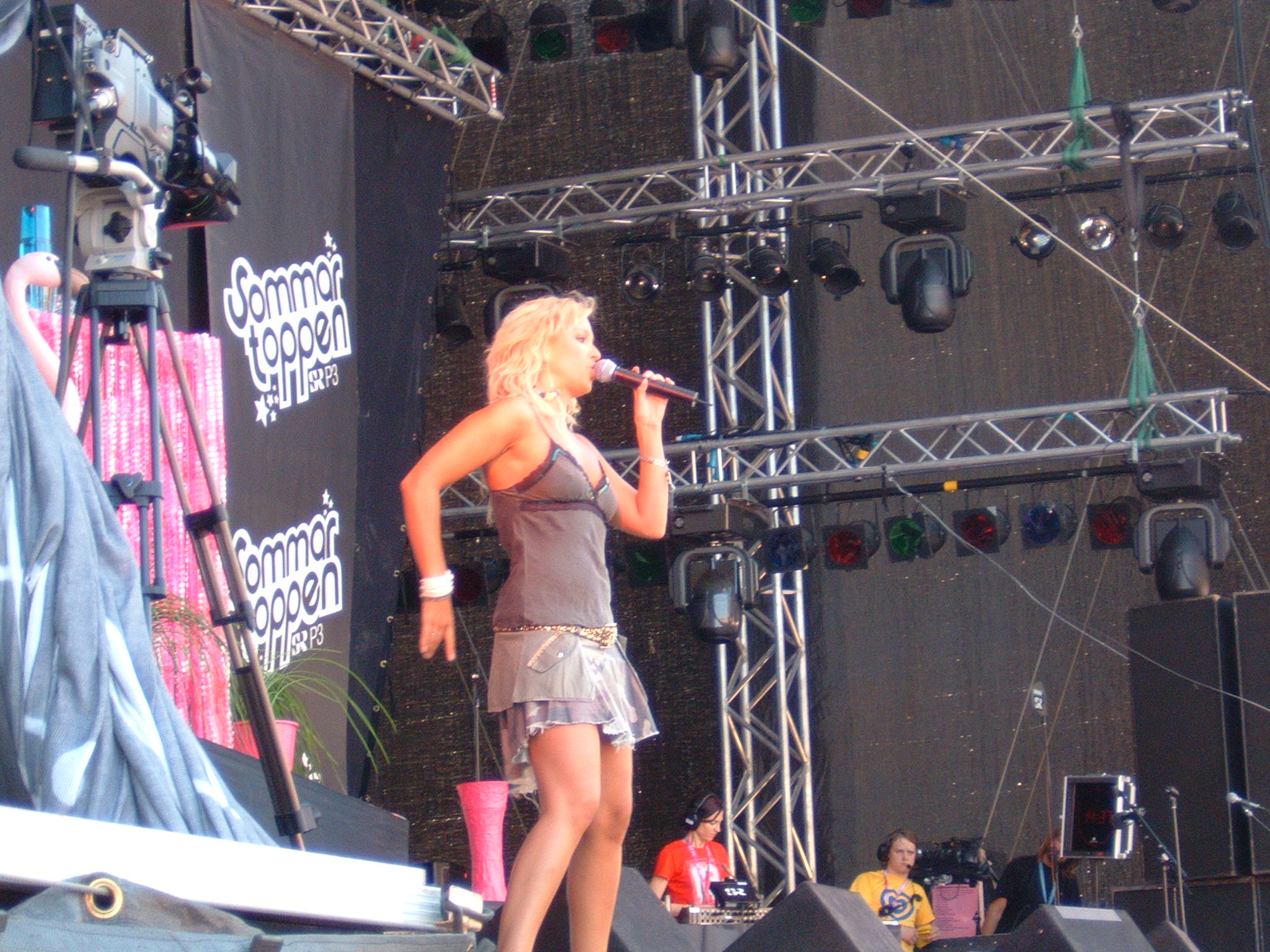
Jenny "Velvet" Pettersson på Gatufesten 2005.

Gatufesten var under åren 1987-2013 en årligt återkommande händelse i Sundsvall i början av juli.
Sundsvalls Gatufest etablerades 1987 och var en av Sveriges topp tre festivaler sett till antalet besökare.[källa behövs] Under den första veckan i juli besökte cirka 180 000 personer Sundsvalls Gatufest vilket gjorde evenemanget till ett av de största i sitt slag i Sverige. Med en yta på över 30 000 m² i centrala Sundsvall var festivalen unik till både omfattning, yta och bredd på underhållning. Sundsvalls Gatufest erbjöd en helhetsupplevelse för alla åldrar och hela familjen med mat, dryck, nöje, tivoli, aktiviteter och musik från tre olika scener. Genom åren har såväl små som stora svenska artister och en mängd större internationella artister uppträtt på Sundsvalls gatufest.
Sundsvall Gatufest AB meddelande den 15 juli 2013 att företaget ansökt om konkurs och slutar därmed att arrangera gatufesten. 